# 650-е годы
650-е (шестьсо́т пятидеся́тые) го́ды по юлианскому календарю — промежуток времени с 1 января 650 года по 31 декабря 659 года, включающий 650 год 5-го десятилетия   и с 651 по 659 годы    6-го десятилетия VII века 1-го тысячелетия.  Они закончились 1366 лет назад.

## Важнейшие события
- Хазарский каганат (ок. 650—969).
- Первая фитна (656—651) в Арабском халифате. Омейядский халифат (661—750).
- Государство Сасанидов окончательно завоёвано арабским халифом Усманом (651).
- Издание Вестготстской правды королём Реккесвинтом (654).
- Начало 650-х годов — защита Константом монофелитства и гонения на православное духовенство. Многочисленные казни знатных людей.
- Начало 650-х годов — возникновение течения шиитов.